# Lemma van Nakayama
Het lemma van Nakayama is een stelling uit de commutatieve algebra, een deelgebied van de wiskunde. Ze legt beperkende voorwaarden op aan eindig voortgebrachte modulen die door vermenigvuldiging met een ideaal niet wezenlijk verkleind worden.
Het lemma is genoemd naar zijn auteur Tadashi Nakayama. Volgens Hideyuki Matsumura schreef Nakayama zelf de stelling evenwel toe aan Wolfgang Krull en Goro Azumaya.

## Formuleringen
In de verschillende formuleringen hieronder is {\displaystyle A} een commutatieve ring met eenheidselement, {\displaystyle I} een ideaal van {\displaystyle A,} en {\displaystyle M} een eindig voortgebracht {\displaystyle A}-moduul. Dat laatste wil zeggen dat er elementen {\displaystyle x_{1},\ldots ,x_{n}} van {\displaystyle M} bestaan met de eigenschap dat
{\displaystyle M=Ax_{1}+\ldots +Ax_{n}}

### Determinantformulering
Zij {\displaystyle f} een moduul-endomorfisme ({\displaystyle A}-lineaire transformatie) van {\displaystyle M} waarvan het beeld binnen {\displaystyle IM} ligt. Dan voldoet {\displaystyle f} aan een relatie van de vorm
{\displaystyle f^{n}+a_{1}f^{n-1}+\ldots +a_{n-1}f+a_{n}=0,\ a_{i}\in I}
Deze vorm van het lemma kan rechtstreeks worden bewezen met een variant van de Stelling van Cayley-Hamilton.

### Formulering met algemeen ideaal
Veronderstel dat {\displaystyle IM=M}, dan bestaat er een element {\displaystyle a} van {\displaystyle A} dat congruent is met 1 modulo {\displaystyle I,} en dat {\displaystyle M} annihileert, dat wil zeggen {\displaystyle aM=0.}

### Formulering met Jacobson-radicaal
Veronderstel dat {\displaystyle IM=M} en dat {\displaystyle I} bevat is in het Jacobson-radicaal (de doorsnede van alle maximale idealen) van {\displaystyle A.} Dan is {\displaystyle M=0.}

### Formulering met deelmoduul
Als {\displaystyle N} een deelmoduul is van {\displaystyle M} met de eigenschap dat {\displaystyle M=N+IM,} en {\displaystyle I} is een deel van het Jacobson-radicaal van {\displaystyle A,} dan is {\displaystyle M=N.}

## Toepassing
Uit de ideaalformulering volgt tamelijk rechtstreeks de volgende generalisatie van een bekend resultaat uit de lineaire algebra:
Een surjectief endomorfisme van een eindig voortgebracht {\displaystyle A}-moduul is ook injectief (en dus een automorfisme).

### Bewijs
Zij {\displaystyle f} de gegeven surjectieve {\displaystyle A}-lineaire transformatie van {\displaystyle M} en vat {\displaystyle M} op als moduul over de veeltermring {\displaystyle A[X]} met de afspraak dat voor ieder gegeven element {\displaystyle m} van {\displaystyle M,} {\displaystyle X\cdot m=f(m).} Zij {\displaystyle I} het ideaal van {\displaystyle A[X]} dat wordt voortgebracht door het element {\displaystyle X.} Dan is {\displaystyle IM=M} (surjectiviteit van {\displaystyle f}) en dus bestaat er wegens Nakayama een element {\displaystyle a} van {\displaystyle A[X]} dat congruent is met 1 modulo {\displaystyle I} en dat {\displaystyle M} annihileert:
{\displaystyle aM=0;\ a-1\in X\cdot A[X]}
Schrijf {\displaystyle a-1} als {\displaystyle X\cdot Y.} Dan is de kern van {\displaystyle f} triviaal. Zij namelijk {\displaystyle u} een element van die kern, dan is
{\displaystyle 0=a\cdot u=(1+X\cdot Y)\cdot u=u+Y\cdot f(u)=u+0=u}
Dus de kern van {\displaystyle f} bevat alleen 0.